# HD 101541
HD 101541，又名CP-53 4691，SAO 239284、HR 4497，是一颗恒星，视星等为5.96，位于銀經292.55，銀緯7.47，其B1900.0坐标为赤經11h 35m 52.4s，赤緯-53° 7.47′ 49″。